# Octubre
Octubre è un film del 2010 diretto da Daniel e Diego Vega.
Presentato nella sezione Un Certain Regard del 63º Festival di Cannes, ha vinto il premio della giuria.
Il film è stato presentato anche al Festival del cinema africano, d'Asia e America Latina di Milano 2011.

## Trama
Clemente presta denaro a pegno. Nel quartiere è considerato quasi come un benefattore, una specie di banchiere dei poveri. Burbero e inaridito dal mestiere, si ritrova ad accudire una bimba di pochi mesi, una figlia che non sapeva neanche di avere. Anche per un affarista senza scrupoli come lui, liberarsi del neonato è un'impresa difficile. Decide di rivolgersi alla vicina, una fervente devota del “Signore dei Miracoli”,. Senza volerlo Clemente si ritrova nel calore di in una specie di famiglia ma non sarà semplice per lui abbandonare le vecchie abitudini…

## Riconoscimenti
- Festival di Cannes 2010: Premio della giuria - sezione Un Certain Regard
- Mumbai Film Festival 2010: Mumbai young critics Silver Gateway Award